# This is Primitive Hate
This is Primitive Hate - eller Nihilisme som Virkemiddel är det norska black metal-bandet Tremors debutalbum. All musik och text på albumet är skriven av S. O. Tremor (Ole Alexander Myrholt). Texten är omväxlande på norska och engelska. Antireligion och antikrig är två återkommande teman i albumets texter. Musiken framförs av Hans AG3 (Hans-Aage Holmen) på bas och S. O. Tremor på övriga instrument, (gitarr och trummor), samt sång. 
Albumet är inspelat i Kamfer studios, förutom trummorna som spelats in i Weightless Studios. Omslagsdesignen är skapad av Bjørn Holter. Skivan gavs ut av INRI Unlimited 2006.

## Låtlista
1. "Preludium"
2. "Å tie og tenke kan ingen krenke"
3. "Korsbærerfaen!"
4. "Wir Sind Belogen und Betrogen"
5. "Umwerthung aller Werthe!"
6. "Y.R.B.I.N.C.T.M"
7. "Extinction"
8. "Winds of Hades"
9. "Nihilisme som virkemiddel"
10. "Jeg tømmer min vredes skål"
11. "Postludium"

## Musiker
- S.O. Tremor (Ole Alexander Myrholt) - sång, gitarr, trummor, (även i Enslavement of Beauty, Archon, Armageddon Bound, Diabolical Breed och Gaia Epicus)
- Hans AG3 (Hans-Aage Holmen) - bas, (även i Gaia Epicus och tidigare i Enslavement of Beauty)

### Gästmusiker
- Stian Nordal Jensen - gitarr
- Silje Nordeng Andersen - sång
- Stine Nordeng Andersen - sång
- Hans Jakob Øksne - piano

### Övriga medverkande
- Bjørn Holter - albumdesign